# Événement mental
Un événement mental ou phénomène mental est tout événement qui se produit dans l'esprit d'un individu. Il peut s'agir de pensées, de sentiments, de décisions, de rêves et de réalisations.
Certains auteurs soutiennent que les événements mentaux ne se limitent pas à la pensée humaine, mais peuvent survenir chez les animaux ainsi que dans le cadre de l'intelligence artificielle . Que les événements mentaux soient identiques à des événements physiques complexes, ou qu'une telle identité ait même un sens, est au cœur du problème corps-esprit .

## Relation avec le problème corps-esprit
Certains affirment que le mental et le physique sont la même propriété qui provoque tout événement. Ce point de vue est connu sous le nom de monisme de substance. Un point de vue opposé est le dualisme de substance, selon lequel le mental et le physique sont différents et peuvent exister indépendamment. Une troisième approche est le monisme anormal de Donald Davidson. La philosophie de l'action stipule que chaque action est causée par des pensées ou des sentiments antérieurs, et comprendre ces événements mentaux expliquerait à son tour le comportement.
Le physicalisme, une forme de monisme de substance, affirme que tout ce qui existe est soit physique, soit dépend de ce qui est physique. L'existence d'événements mentaux a été utilisée par les philosophes comme un argument contre le physicalisme. Par exemple, dans son article de 1974, qu'est-ce que ça fait d'être une chauve-souris ?, Thomas Nagel soutient que les théories physicalistes de l'esprit ne peuvent pas expliquer l'expérience subjective d'un organisme parce qu'elles ne peuvent pas rendre compte de ses événements mentaux.

## Exemples
- Mary se promène dans un parc : elle voit et reconnaît l'hôtel de ville. Le fait de voir et de reconnaître l'hôtel de ville est un exemple de perception — quelque chose qui se passe dans l'esprit de Mary. Ce fait de perception est un événement mental. C'est un événement parce que c'est quelque chose qui arrive, et c'est mental parce que cela se passe dans l'esprit de Marie.
- Mary, qui se sent heureuse après avoir bien réussi un examen sourit. Son souvenir, le sentiment qu'il provoque et les pensées associées sont les événements mentaux. Le sourire est l'événement physique qui traduit ces événements.
- Une orque perçoit et identifie en elle une sensation de faim. Elle mange un poisson. La reconnaissance de sa propre sensation de faim par l'animal est un événement mental, qui se traduit par le fait de manger le poisson qui est l'événement physique.